# Finale della UEFA Champions League 2008-2009
La finale della 54ª edizione della Champions League fu disputata mercoledì 27 maggio 2009 allo Stadio Olimpico di Roma, tra gli spagnoli del Barcellona e gli inglesi del Manchester Utd.
È stata l'ultima volta che una finale di Champions League venne disputata di mercoledì, infatti dall'edizione successiva le finali si disputarono di sabato.

## Le squadre
| Squadre        | Partecipazioni precedenti (il grassetto indica la vittoria) |
| -------------- | ----------------------------------------------------------- |
| Barcellona     | 5 (1961, 1986, 1992, 1994, 2006)                            |
| Manchester Utd | 3 (1968, 1999, 2008)                                        |

## Il cammino verso la finale

### Barcellona
Il Barcellona di Josep Guardiola esordisce nella competizione dal terzo turno preliminare, dove elimina i polacchi del Wisła Cracovia con un risultato complessivo di 4-1 tra andata, vinta per 4-0 in casa, e ritorno, perso per 1-0 in trasferta. Gli spagnoli vengono poi inseriti nel Gruppo C insieme a Sporting Lisbona, Basilea e Šachtar. Nella partita di debutto, battono lo Sporting Lisbona in casa per 3-1, prima di imporsi in trasferta per 2-1 contro lo Šachtar; nella doppia sfida con il Basilea arrivano un trionfo esterno per 5-0 ed un pareggio interno per 1-1. Il girone si chiude con una vittoria in trasferta per 5-2 ai danni dei portoghesi e una sconfitta in casa per 3-2 ad opera degli ucraini, che determinano il primo posto in classifica con 13 punti conquistati, derivanti appunto da quattro successi, un pari e una sconfitta. Negli ottavi di finale vengono sorteggiati i francesi dell'Olympique Lione, superati con un aggregato totale di 6-3 nel doppio confronto, ottenuto in seguito al pareggio esterno per 1-1 e alla vittoria interna per 5-2. Ai quarti i tedeschi del Bayern Monaco vengono eliminati con un risultato complessivo di 5-1 tra andata, trionfo casalingo per 4-0, e ritorno, pari in trasferta per 1-1. In semifinale affrontano gli inglesi del Chelsea, finalisti della precedente edizione, che vengono battuti grazie alla regola dei gol fuori casa sul punteggio totale di 1-1, in virtù del pareggio per 0-0 all'andata al Camp Nou e di quello per 1-1 nella gara di ritorno allo Stamford Bridge, quest'ultimo risultato materializzatosi con la rete in extremis di Andrés Iniesta. I catalani agguantano così la loro sesta finale di Champions League, a tre anni di distanza dall'ultima disputata.

### Manchester Utd
Il Manchester Utd di Alex Ferguson, detentore del trofeo, viene inserito nel Gruppo E insieme a Villarreal, Celtic e Aalborg. Nell'incontro d'esordio, gli inglesi pareggiano per 0-0 in casa contro il Villarreal, prima di imporsi in trasferta per 3-0 sull'Aalborg; nella doppia sfida con il Celtic arrivano un trionfo interno per 3-0 ed un pari esterno per 1-1. Il girone si completa con due ulteriori pareggi, quello per 0-0 in trasferta con gli spagnoli e quello casalingo per 2-2 con i danesi, che sanciscono il primo posto in classifica con 10 punti conquistati, frutto appunto di due successi e quattro pari. Negli ottavi di finale vengono sorteggiati gli italiani dell'Inter, sconfitti con un risultato complessivo di 2-0 tra andata, pareggiata per 0-0 in trasferta, e ritorno, vinto per 2-0 in casa. Ai quarti i lusitani del Porto vengono superati con un aggregato totale di 3-2, determinato dal pari interno per 2-2 e dal trionfo esterno per 1-0. In semifinale incontrano i connazionali dell'Arsenal, eliminandoli con un risultato complessivo di 4-1 nel doppio confronto, vincendo sia all'andata all'Old Trafford per 1-0, sia al ritorno all'Emirates Stadium per 3-1. I mancuniani raggiungono così la loro seconda finale consecutiva di Champions League, nonché quarta in totale, dopo quella appunto vinta nell'anno passato.

### Tabella riassuntiva del percorso
Note: In ogni risultato sottostante, il punteggio della finalista è menzionato per primo. (C: Casa; T: Trasferta)
| Squadra          | P.ti | G |
| ---------------- | ---- | - |
| Barcellona       | 13   | 6 |
| Sporting Lisbona | 12   | 6 |
| Šachtar          | 9    | 6 |
| Basilea          | 1    | 6 |

| Squadra        | P.ti | G |
| -------------- | ---- | - |
| Manchester Utd | 10   | 6 |
| Villarreal     | 9    | 6 |
| Aalborg        | 6    | 6 |
| Celtic         | 5    | 6 |

## Contesto
Allo Stadio Olimpico di Roma va in scena la finale tra Barcellona, alla sesta presenza nell'atto conclusivo della competizione dopo l'ultimo trionfo del 2006, e Manchester Utd, alla seconda finale consecutiva, nonché quarta in totale, dopo aver vinto il trofeo nell'edizione precedente. L'allenatore degli spagnoli, Guardiola, schiera la squadra col 4-3-3: davanti al portiere Valdés, la linea difensiva a quattro è composta da Sylvinho e dal capitano Puyol come terzini e da Touré e Piqué come difensori centrali. In mediana Busquets è supportato da Xavi e Iniesta, mentre il tridente offensivo è formato da Eto'o, Henry e Messi. Il tecnico degli inglesi, Ferguson, opta invece per il 4-4-2: davanti a van der Sar, la retroguardia è costituita da Evra e O'Shea come terzini e da Vidić e Ferdinand come difensori centrali. In mediana Carrick è affiancato da Anderson, mentre sulle fasce vengono scelti Park e il capitano Giggs. In attacco le due punte sono Rooney e Cristiano Ronaldo.

## La partita
La prima occasione della gara è appannaggio del Manchester Utd con un calcio di punizione di Cristiano Ronaldo, che trova l'ottima opposizione di Valdés. Al 10', il Barcellona passa tuttavia in vantaggio con Eto'o che, servito in verticale da Iniesta, dribbla Vidić ed insacca in rete alle spalle di van der Sar con un tiro di esterno destro, firmando così l'1-0. Dopo che la partita si sblocca, entrambe le formazioni faticano però a creare trame di gioco pericolose, andando a chiudere il primo tempo con gli spagnoli avanti di misura.
Nella seconda frazione gli inglesi provano a reagire, ma le due conclusioni dalla distanza di Cristiano Ronaldo non centrano lo specchio della porta. I catalani, d'altro canto, sfruttano la loro supremazia in campo e al 69' segnano il gol del raddoppio: Xavi intercetta una respinta difensiva di Evra e con un perfetto cross dalla trequarti serve Messi, che con un imparabile colpo di testa supera van der Sar, fissando il punteggio sul 2-0. Gli spagnoli si limitano dunque a gestire il match, conquistando per la terza volta il trofeo della massima manifestazione continentale.

## Tabellino
| Arbitro: | Massimo Busacca |

|                    |           |  |
| Eto'o 9’ Messi 69’ | Marcatori |  |

| Barcellona | Manchester United |

| Barcellona (4-3-3) |    |                   |     |       |
|                    |    |                   |     |       |
| P                  | 1  | Víctor Valdés     |     |       |
| D                  | 5  | Carles Puyol (c)  |     |       |
| D                  | 24 | Yaya Touré        |     |       |
| D                  | 3  | Gerard Piqué      | 16’ |       |
| D                  | 16 | Sylvinho          |     |       |
| C                  | 28 | Sergio Busquets   |     |       |
| C                  | 6  | Xavi              |     |       |
| C                  | 8  | Andrés Iniesta    |     | 90+2’ |
| A                  | 10 | Lionel Messi      |     |       |
| A                  | 14 | Thierry Henry     |     | 72’   |
| A                  | 9  | Samuel Eto'o      |     |       |
| Panchina:          |    |                   |     |       |
| P                  | 13 | José Manuel Pinto |     |       |
| D                  | 2  | Martín Cáceres    |     |       |
| D                  | 46 | Marc Muniesa      |     |       |
| C                  | 15 | Seydou Keita      |     | 72’   |
| A                  | 7  | Eiður Guðjohnsen  |     |       |
| A                  | 11 | Bojan Krkić       |     |       |
| A                  | 27 | Pedro             |     | 90+2’ |
| Allenatore:        |    |                   |     |       |
| Josep Guardiola    |    |                   |     |       |

| Manchester Utd (4-3-3) |    |                   |       |     |
|                        |    |                   |       |     |
| P                      | 1  | Edwin van der Sar |       |     |
| D                      | 22 | John O'Shea       |       |     |
| D                      | 5  | Rio Ferdinand     |       |     |
| D                      | 15 | Nemanja Vidić     | 90+3’ |     |
| D                      | 3  | Patrice Evra      |       |     |
| C                      | 8  | Anderson          |       | 46’ |
| C                      | 16 | Michael Carrick   |       |     |
| C                      | 11 | Ryan Giggs (c)    |       | 75’ |
| A                      | 13 | Park Ji-sung      |       | 66’ |
| A                      | 10 | Wayne Rooney      |       |     |
| A                      | 7  | Cristiano Ronaldo | 78’   |     |
| Panchina:              |    |                   |       |     |
| P                      | 29 | Tomasz Kuszczak   |       |     |
| D                      | 21 | Rafael            |       |     |
| D                      | 23 | Jonny Evans       |       |     |
| C                      | 17 | Nani              |       |     |
| C                      | 18 | Paul Scholes      | 81’   | 75’ |
| A                      | 9  | Dimităr Berbatov  |       | 66’ |
| A                      | 32 | Carlos Tévez      |       | 46’ |
| Allenatore:            |    |                   |       |     |
| Alex Ferguson          |    |                   |       |     |

| Uomo-partita UEFA: Xavi Fans' Man of the Match: Lionel Messi Guardalinee: Matthias Arnet Francesco Buragina Quarto uomo: Claudio Chinetto |